# Willesden Green
Willesden Green è una stazione della linea Jubilee della metropolitana di Londra.

## Storia
Willesden Green fu aperta il 24 novembre 1879 dalla Metropolitan Railway (MR, oggi linea Metropolitan) sull'estensione da West Hampstead. Il 1º giugno 1894 la stazione fu ribattezzata Willesden Green and Cricklewood, ma tornò alla denominazione originale nel 1938.
Verso la metà degli anni trenta la Metropolitan Line soffriva di congestione, soprattutto nel tratto meridionale della linea, dove le diverse diramazioni condividevano il collo di bottiglia del tratto fra Baker Street e Finchley Road. Per combattere la congestione venne costruito un tunnel di profondità che collegava direttamente Finchley Road con le piattaforme della linea Bakerloo di Baker Street e si decise di trasferire la diramazione verso Stanmore dalla Metropolitan alla Bakerloo line. Il 20 novembre 1939 la diramazione verso Stanmore a nord di Wembley Park passò sotto la gestione della Bakerloo line. Le stazioni intermedie fra Finchley Road e Wembley Park, inclusa Willesden Green, rimasero servite da entrambe le linee, la Metropolitan e la Bakerloo, fino al 7 dicembre 1940, quando la Metropolitan ritirò il suo servizio e iniziò a operare con treni non-stop tra Finchley Road e Wembley Park; questi treni ancora oggi passano per le stazioni intermedie, inclusa Willesden Green, senza effettuare fermate.
La stazione ha ancora piattaforme sulla Metropolitan line, ma queste vengono utilizzate solo quando la Jubilee line non serve la stazione per via di interventi di manutenzione programmata o per gravi guasti o disservizi.
Il servizio della Bakerloo line venne rilevato dalla linea Jubilee il 1º maggio 1979.
L'edificio della stazione, ricostruito nel 1925, è opera dell'architetto Charles Walter Clark ed è un pregevole esempio dell'uso di terracotta color crema, applicato anche in altre stazioni della MR nelle zone centrali di Londra. L'orologio inserito in un supporto di forma romboidale è un altro tratto distintivo. La biglietteria conserva molte delle piastrelle verdi a mosaico originali, oggi piuttosto rare. L'edificio, dal 7 novembre 2006, è un monumento classificato di Grade II.
Willesden Green è una delle poche stazioni di questa sezione della ex Metropolitan line ad  avere mantenuto intatta la struttura originale delle sue piattaforme; le altre due sono Neasden e Baker Street. I binari tra Finchley Road e Harrow-on-the-Hill vennero quadruplicati tra il 1914 e il 1916, e molte stazioni intermedie dovettero essere ricostruite per consentire la posa dei binari per i treni diretti.

## Strutture e impianti
La stazione di Willesden Green si trova al confine tra la Travelcard Zone 2 e la 3.

## Interscambi
Nelle vicinanze della stazione effettuano fermata alcune linee automobilistiche urbane, gestite da London Buses.
- Fermata autobus

## Galleria d'immagini

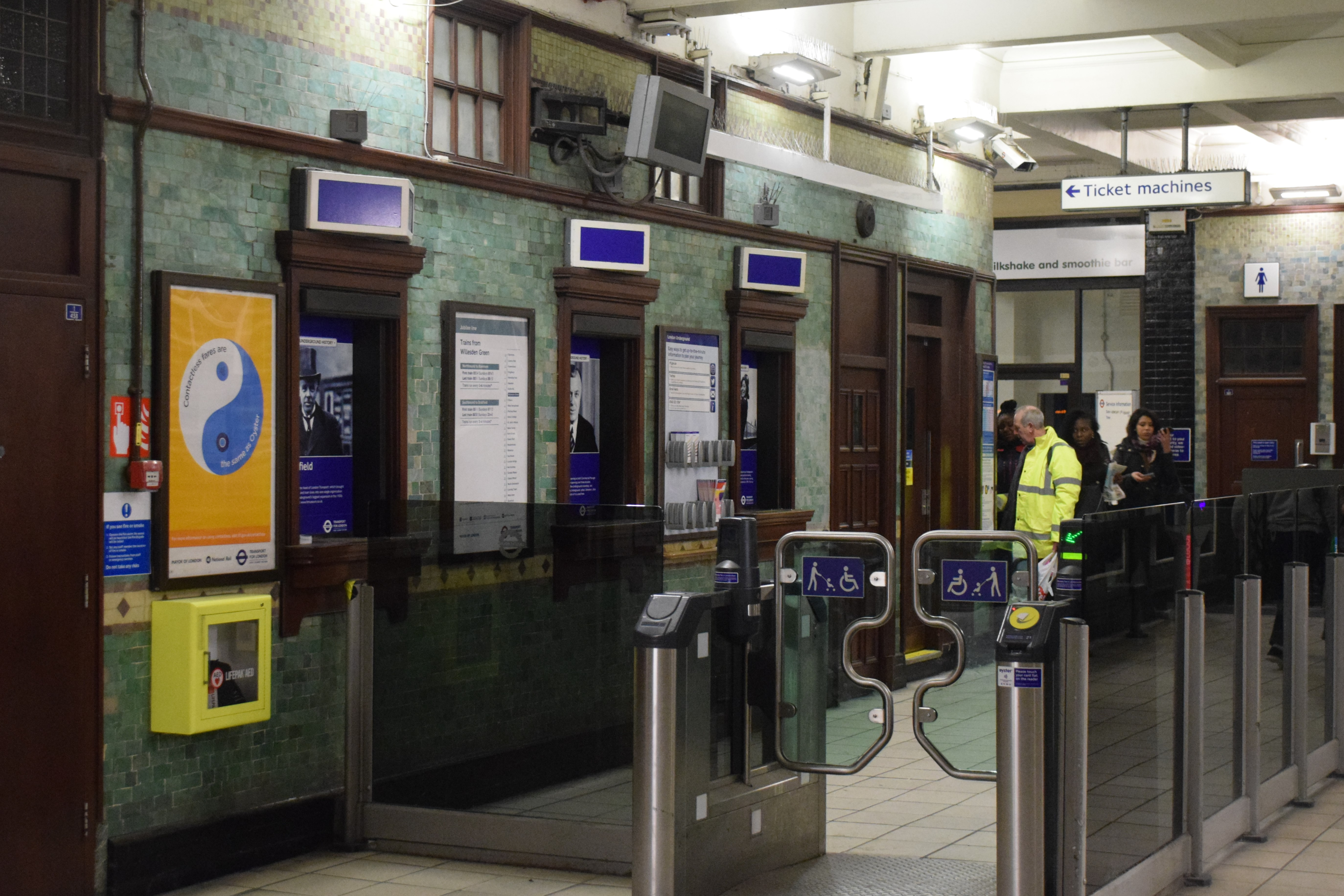
Biglietteria della stazione
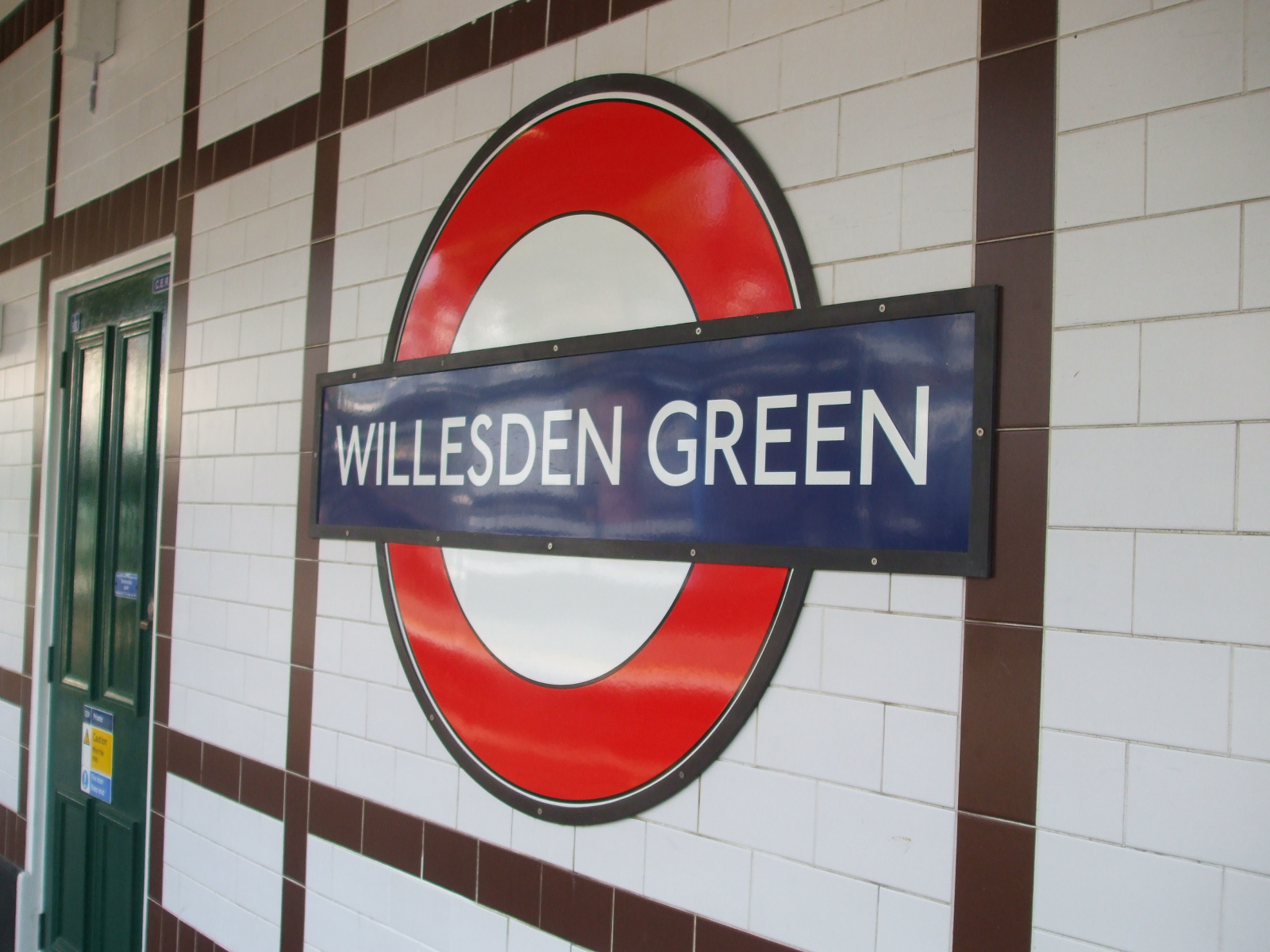
Roundel sulla piattaforma della stazione
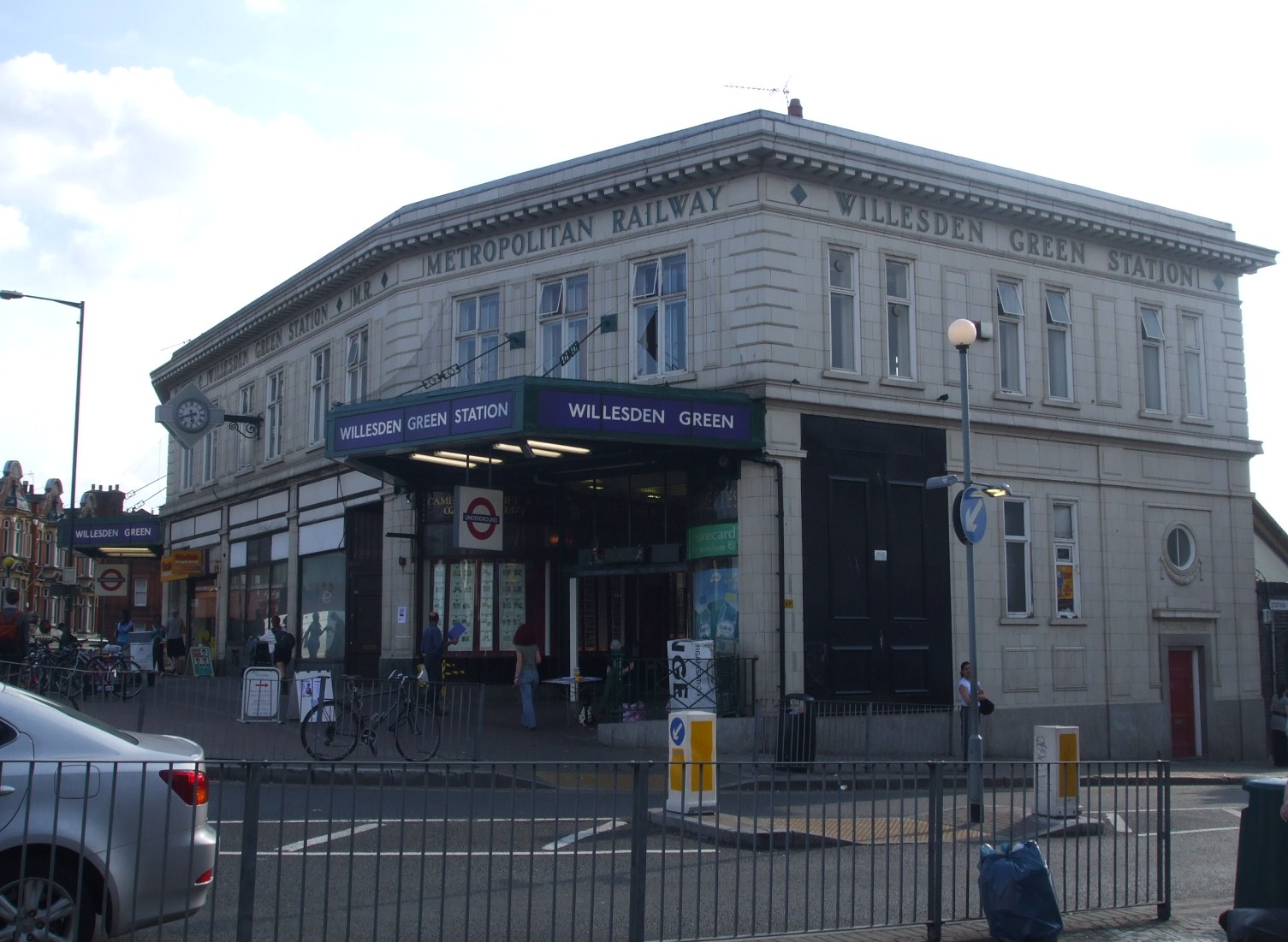
Edificio della stazione visto da nord
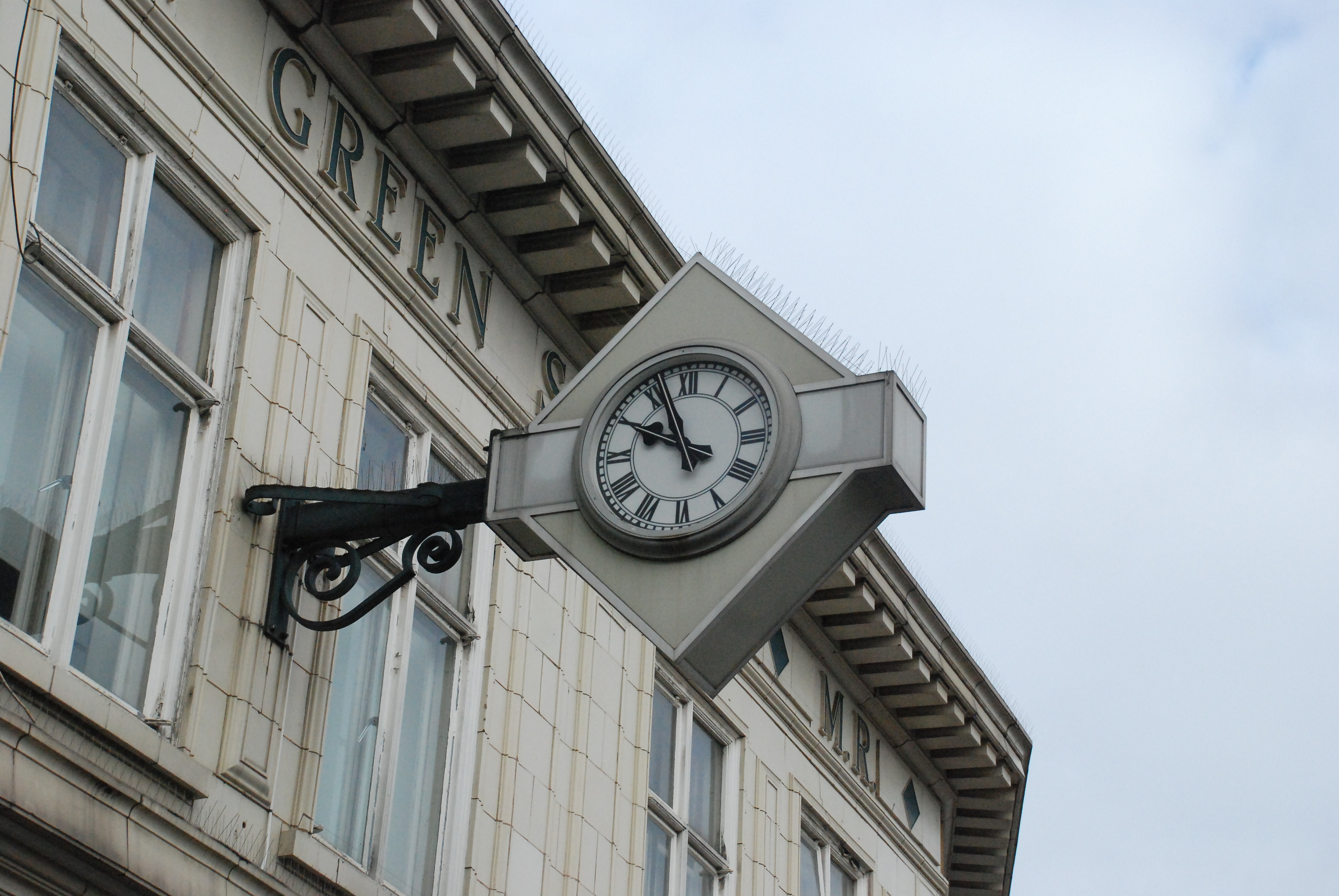
Orologio originale della Metropolitan Railway a Willesden Green
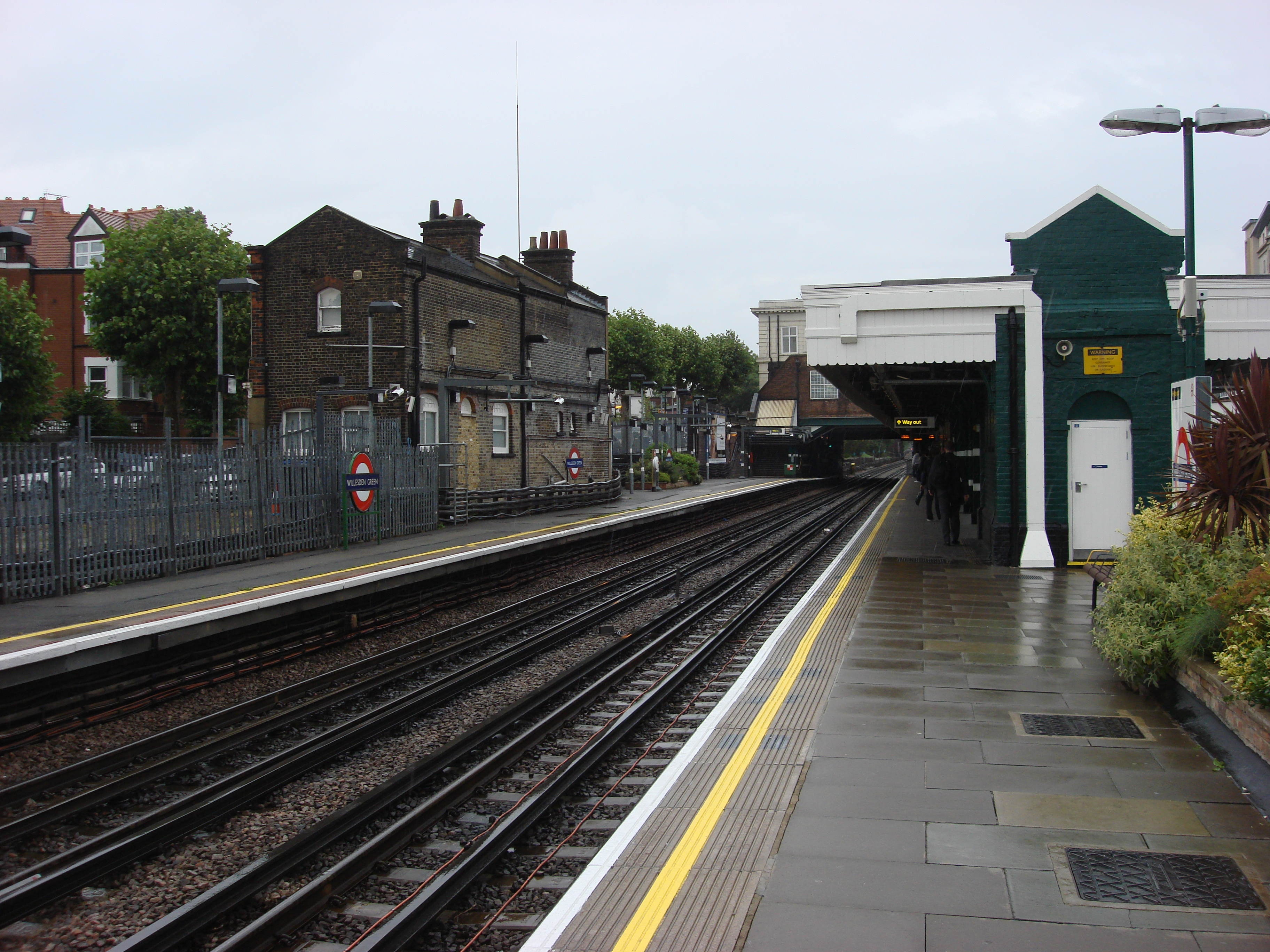
Piattaforma